# Uther Pendragon

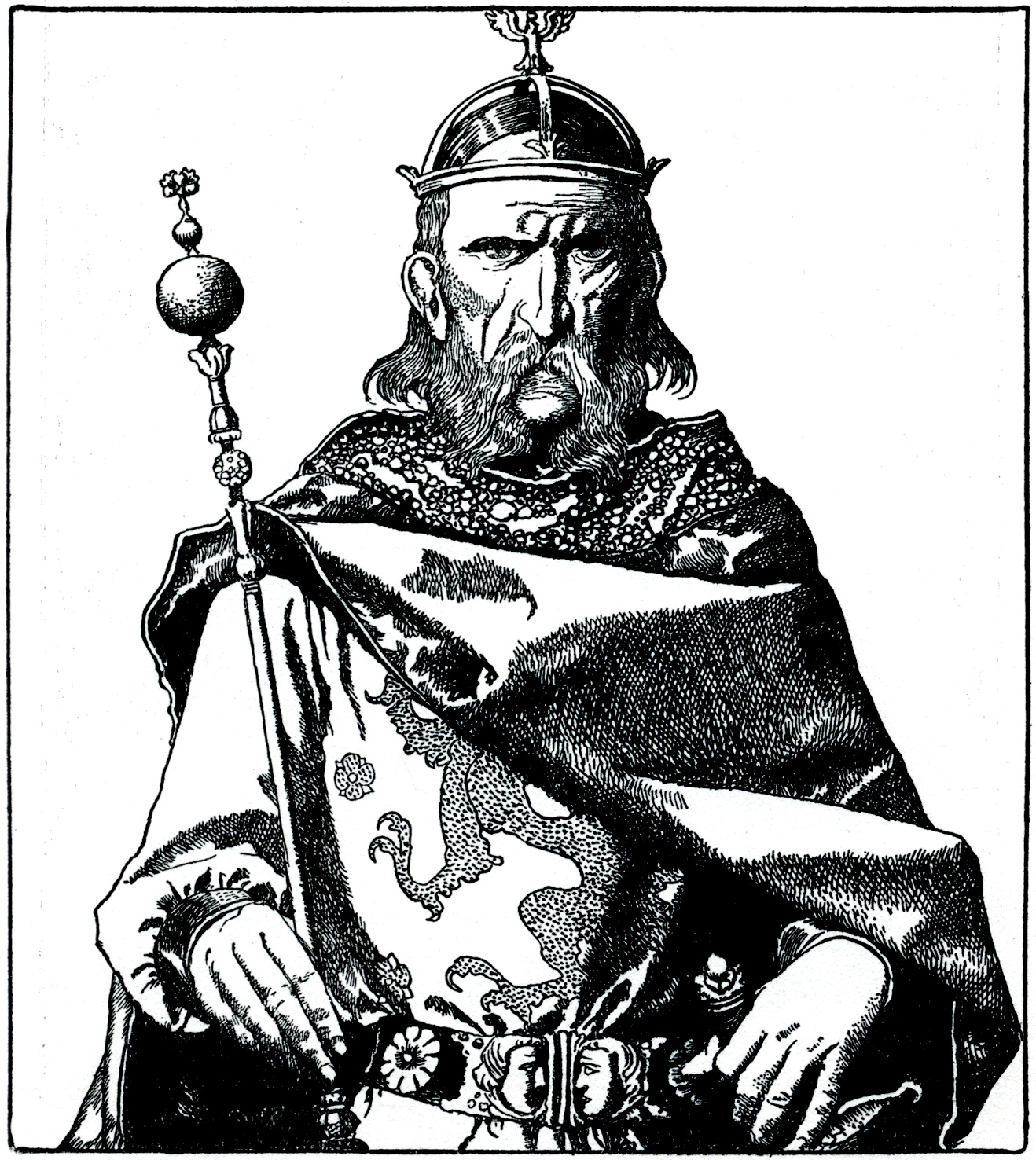
Arthur-Pyle Uther-Pendragon

Uther Pendragon este o figură legendară, rege al Britaniei și tatăl regelui Arthur. 